# Raïske
 (août 2025).
Raïske (en ukrainien : Райське, en russe : Райское, Raïskoïe) est une commune de type urbain située à l'est de l'Ukraine dans le Donbass et l'oblast de Donetsk, et dépendant du raïon de Kramatorsk. La commune était peuplée de 693 habitants en 2025.

## Géographie
La commune se situe au bord de la rivière Kazenny Torets, un affluent du Donets, dans le bassin hydrographique du fleuve Don. Elle se trouve à 67 kilomètres au nord-ouest de la ville de Donetsk, et à 7 kilomètres au sud-ouest de la ville de Droujkivka. 